# فيصل بن علي بن فيصل آل سعيد
فيصل بن علي بن فيصل آل سعيد (1927-2003) هو أميرٌ وسياسي عُماني، ولد في مسقط وهو حفيد السلطان فيصل بن تركي، أحد سلاطين مسقط وعمان. تميز بمسيرة مهنية حافلة في مجالات التعليم والدبلوماسية والثقافة.

## نشأته
تلقى تعليمه المبكر في المدرسة السلطانية ثم المدرسة السعيدية، وتخرج منها عام 1942. بعد تخرجه، عمل مدرساً في المدرسة السعيدية لمدة 12 عاماً حتى عام 1954، حيث نُقل بعد ذلك إلى وزارة الخارجية ليعمل سكرتيراً لمدة ثلاث سنوات.

## حياته العملية
في عام 1970، ومع بداية النهضة العمانية بقيادة السلطان قابوس بن سعيد، عاد السيد فيصل إلى سلطنة عمان حيث تولى عدة مناصب وزارية. بدأ بمنصب مدير المعارف حتى مارس 1971، ثم شغل منصب وزير الإقتصاد حتى عام 1972. في بداية عام 1972، تم تعيينه سفيراً لسلطنة عمان لدى الولايات المتحدة ومندوباً دائماً لعمان في الأمم المتحدة حتى نهاية عام 1973. بعد ذلك، عُين وزيراً للتربية والتعليم حتى عام 1976.

## إسهاماته
في عام 1976، عُين وزيراً للتراث القومي والثقافة، وهو المنصب الذي شغله حتى عام 2002. خلال هذه الفترة، قدم إسهامات جليلة في حفظ التراث العماني وتعزيزه، ولعب دوراً محورياً في توثيق وتحقيق الكتب التراثية العمانية، بالإضافة إلى دعم نشر الفكر الإسلامي من خلال السلسلة الثقافية التي تم إصدارها تحت إشرافه، وصدر له كتاب بعنوان «سلطان واستعمار». استمر في خدمة التراث العماني حتى صدر مرسوم سلطاني في فبراير 2002، بتعيينه مستشاراً للسلطان في شؤون التراث.

## وفاته وتكريمه
توفي في 29 يناير 2003. وقد كُرم بإنشاء متحف يحمل اسمه ويضم إرثه وإسهاماته في الحفاظ على التراث الثقافي العماني، تكريمًا لدوره الكبير في النهوض بالثقافة العمانية وحفظ تاريخها.